# Alphyddan, Helsingfors
Alphyddan (finska: Alppila) är en stadsdel och en del av Åshöjdens distrikt i Helsingfors stad. Stadsdelen är kanske mest känd för nöjesfältet Borgbacken, som är Finlands mest besökta turistmål med över en miljon besökare per år. 
Alphyddan har sitt namn efter utvärdshuset Alphyddan (eller Alppaviljongen), som anlades i Alpparken 1870.
Kända byggnader är Kulturhuset, ritat av Alvar Aalto. I ett av de byggnadsminnesförklarade trähusen på Kristinegränden finns Arbetarbostadsmuseet, som förevisar hur arbetarna levde i stadsdelen under början av 1900-talet. Alpparken delades itu på 1860-talet då järnvägen Helsingfors–Tammerfors anlades. Idag är den östra delen en populär, lummig park med dammar, nedanför Borgbacken. Leninparken grundades 1961 inför en trädgårdsutställning,

## Bildgalleri

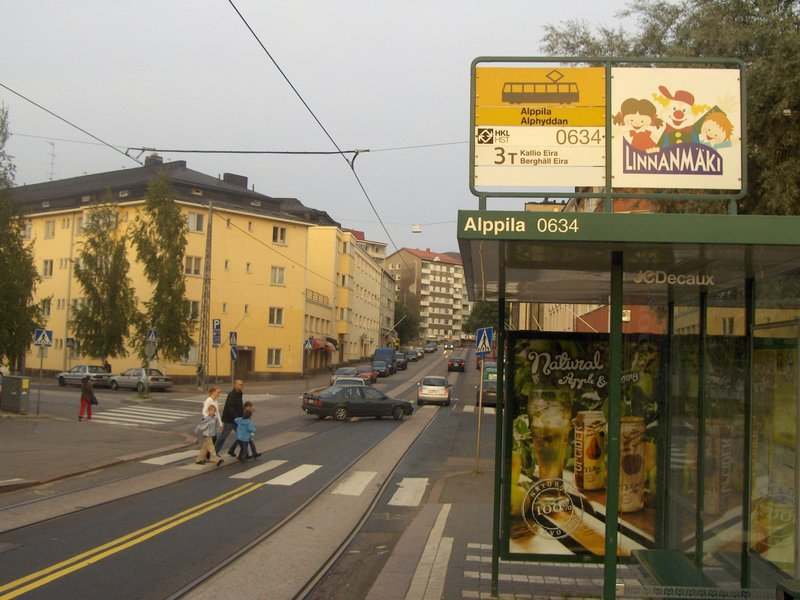
Spårvagnarna 3B och 3T passerar genom Alphyddan. På bilden Viborgsgatan
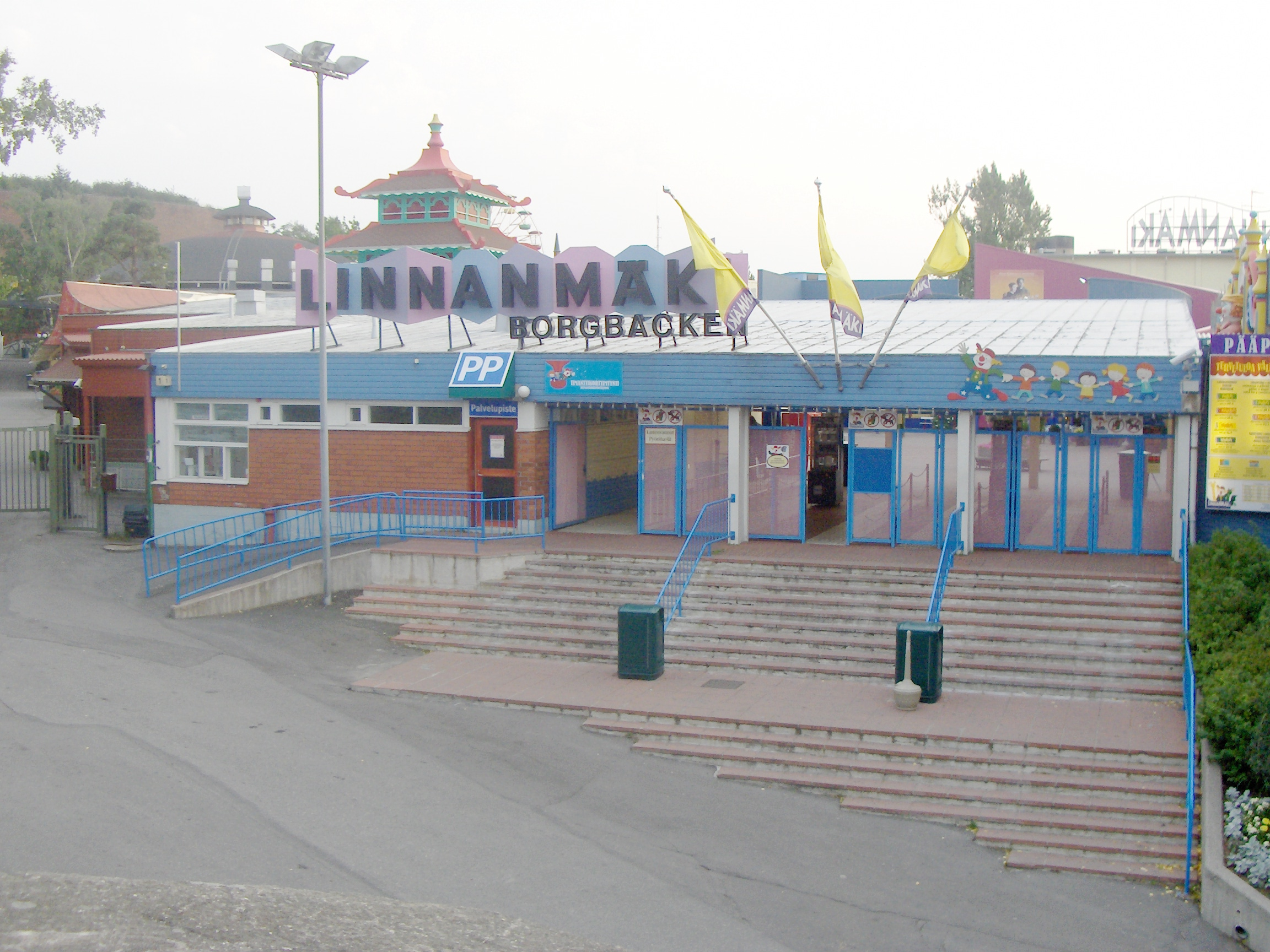
En av ingångarna till Borgbacken
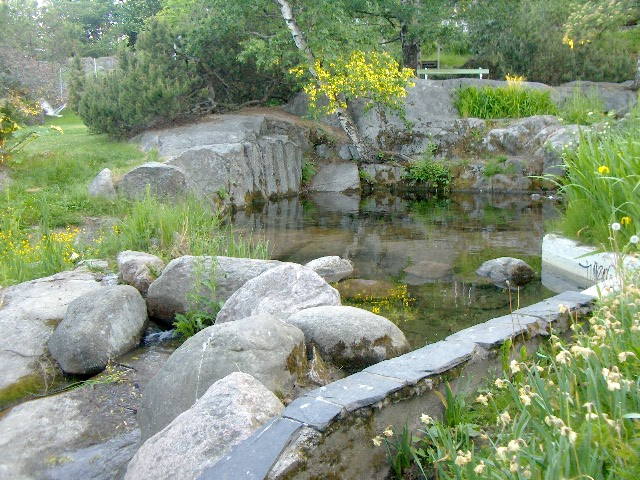
Leninparken
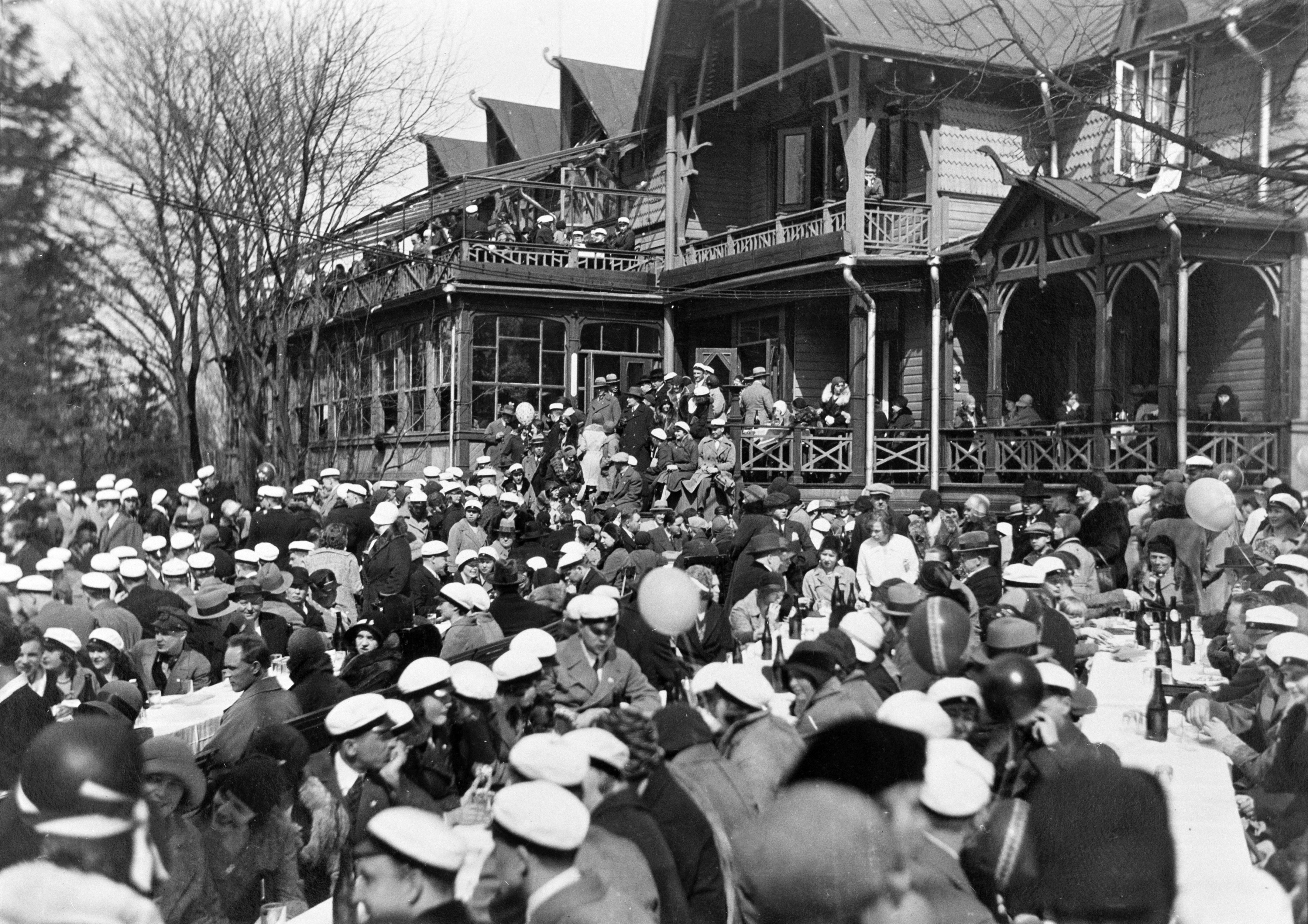
Studentfirande, första maj 1928. Foto: Sakari Pälsi.